# Julie Ordon
Julie Ordon (* 27. Juni 1984 in Genf) ist ein Schweizer Model und Schauspielerin.

## Leben
Ordon ist die jüngste von vier Schwestern. Nachdem sie einen Modelwettbewerb gewonnen hatte, zog sie 1999 nach Paris und unterschrieb einen Modelvertrag mit der mittlerweile aufgelösten Madison Models Agency.
Sie brachte am 9. August 2009 ihr erstes Kind in Genf zur Welt. Der Vater ist ihr Lebenspartner David Mimran, ein schweizerisch-französischer Geschäftsmann.

## Modelkarriere
Sie modelte für Guess, Bebe, Ralph Lauren, L’Oréal und den Victoria’s Secret Katalog. Bekannter wurde ihr Gesicht, als sie für den Chanel Rouge Allure Lippenstift-Werbespot gebucht wurde, in dem sie die junge Brigitte Bardot verkörpert. Ordon erschien auf dem Magazin-Cover von ELLE und in der französischen Ausgabe des Playboys. Im Oktober 2009 erschien sie schwanger auf dem Cover der 30. Jubiläumsausgabe der deutschen Vogue. 2010 war sie eine der Debütantinnen in der Sports Illustrated Swimsuit Issue.

## Schauspielkarriere
Ordon gab 2002 ihr Schauspieldebüt mit dem Cédric-Anger-Film Novela. Ein Jahr später spielte sie eine der Protagonisten in dem Film Inquiétudes (auch bekannt als A Sight for Sore Eyes), bei welchem Gilles Bourdos Regie führte und das Drehbuch schrieb. Es folgte 2004 eine Rolle in dem Independent-Film Point&Shoot und 2008 ein Kurzauftritt in Flashbacks of a Fool mit Daniel Craig.

## Filmografie
- 2002: Novela (Kurzfilm)
- 2003: Inquiétudes
- 2004: Point&Shoot
- 2008: Flashbacks of a Fool
- 2010: Henry & Julie – Der Gangster und die Diva (Henry’s Crime)
- 2012: Armani (Kurzfilm)
- 2014: Paris (Fernsehserie, 6 Folgen)
- 2015: No Limit (Fernsehserie, 6 Folgen)
- 2016: Befikre – Sorglos verliebt (Befikre)
- 2017: Hiatus (Kurzfilm)
- 2018: Torque (Fernsehserie, 12 Folgen)